# Войково (Ленинский район)
Во́йково (до 1945 года Катерле́з; укр. Войкове, крымскотат. Qıdırlez, Къыдырлез) — село в Ленинском районе (Автономной) Республики Крым, центр Войковского сельского поселения (Войковского сельсовета).

## Население
| 2001 | 2014  | 2021  |
| ---- | ----- | ----- |
| 4289 | ↘4284 | ↗4647 |

Всеукраинская перепись 2001 года показала следующее распределение по носителям языка
| Язык             | Процент |
| ---------------- | ------- |
| русский          | 64,51   |
| крымскотатарский | 27,56   |
| украинский       | 5,9     |
| другие           | 0,55    |

### Динамика численности
| - 1864 год — 438 чел. - 1889 год — 1042 чел. - 1900 год — 1674 чел. - 1926 год — 2067 чел. | - 1974 год — 3075 чел. - 2001 год — 4289 чел. - 2009 год — 4350 чел. - 2014 год — 4284 чел. |

## Современное состояние
На 2017 год в Войково числится около 50 улиц и переулков; на 2009 год, по данным сельсовета, село занимало площадь 379,9 гектара на которой, в 1690 дворах, проживало 4350 человек.
В селе действуют средняя общеобразовательная школа и детский сад «Ромашка», библиотека, амбулатория общей практики семейной медицины, отделение Почты России, расположен Свято-Георгиевский Катерлезский женский монастырь, действует мечеть «Медине Джами». Войково связано автобусным сообщением с Керчью и соседними населёнными пунктами.

## География
Войково расположено на северо-востоке района и Керченского полуострова, в долине маловодной реки Катерлез, высота центра села над уровнем моря — 17 м. Находится примерно в 64 километрах (по шоссе) на восток от районного центра Ленино, ближайшая железнодорожная станция — Керчь — около 6 километров. Транспортное сообщение осуществляется по региональным автодорогам 35Н-313 Керчь — Войково — Курортное и 35Н-309 Войково — Бондаренково (по украинской классификации — С-0-10805 и С-0-10801).

## История
Впервые в исторических документах селение Kiederltsi встречается на карте Гийома Левассера де Боплана 1648 года. Как деревня Кадырылес, с 10 дворами и 5 колодцами, селение встречается в «Описании городов отошедших по мирному 1774 года с Оттоманскою Портою трактату в Российское владение и принадлежащей к ним земли, с некоторым географическим известием инженер-подполковника Томилова»" 1774 года, затем — на картах 1836 и 1842 года, где хутора Катерлес обозначены с 64 дворами.
В 1860-х годах, после земской реформы Александра II, деревню приписали к Керчь-Еникальскому градоначальству. Согласно «Списку населённых мест Таврической губернии по сведениям 1864 года», составленному по результатам VIII ревизии 1864 года, Катерлез — слободка городского ведомства Керчь-Еникальского градоначальства, с 98 дворами, 438 жителями, православной киновией с церковью и ярмаркой при колодцах. На трёхверстовой карте Шуберта 1865—1876 года обозначен хутор Катерлес с 38 дворами. В «Памятной книге Таврической губернии 1889 года», составленной по результатам Х ревизии 1887 года, в деревне Картелес числилось 177 дворов и 1042 жителя. На верстовой карте Крыма 1896 года в селении обозначено 260 дворов с русским населением. Перепись 1897 года зафиксировала в пригороде Катерлез 1477 жителей, из которых 1470 православных. На 1900 год в селении проживало 1674 человека (840 мужчин и 834 женщины), деревня упоминается в «Памятной книжке Керчь-Еникальского градоначальства на 1913 год».
После установления в Крыму Советской власти, по постановлению Крымревкома, 25 декабря 1920 года из Феодосийского уезда был выделен Керченский (степной) уезд, Керчь-Еникальское градоначальство упразднили, Постановлением ревкома № 206 «Об изменении административных границ» от 8 января 1921 года была упразднена волостная система и в составе Керченского уезда был создан Керченский район в который вошло село (в 1922 году уезды получили название округов). 11 октября 1923 года, согласно постановлению ВЦИК, в административное деление Крымской АССР были внесены изменения, в результате которых округа были отменены и основной административной единицей стал Керченский район. Согласно Списку населённых пунктов Крымской АССР по Всесоюзной переписи 17 декабря 1926 года, в селе Картелез, центре Картелезского сельсовета (в коем статусе село пребывает всю дальнейшую историю) Керченского района, числилось 417 дворов, из них 411 крестьянских, население составляло 2067 человек (1000 мужчин и 1067 женщин). В национальном отношении учтено: 43 русских, 2006 украинцев, 16 армян, 2 еврея, 1 записан в графе «прочие», действовала русская школа. Постановлением ВЦИК «О реорганизации сети районов Крымской АССР» от 30 октября 1930 года (по другим сведениям 15 сентября 1931 года) Керченский район упразднили и село, вместе с сельсоветом, присоединили к городу Керчи, а, с образованием в 1935 году Маяк-Салынского района (переименованного 14 декабря 1944 года в Приморский) — в состав нового района. На подробной карте РККА Керченского полуострова 1941 года в Картелезе обозначен 471 двор.
После освобождения Крыма от фашистов, 12 августа 1944 года было принято постановление № ГОКО-6372с «О переселении колхозников в районы Крыма» и в сентябре того же года в район приехали первые новоселы 204 семьи из Тамбовской области, а в начале 1950-х годов последовала вторая волна переселенцев из различных областей Украины. Указом Президиума Верховного Совета РСФСР от 21 августа 1945 года Катерлез был переименован в Войково и Катерлезский сельсовет — в Войковский. С 25 июня 1946 года Войково в составе Крымской области РСФСР, а 26 апреля 1954 года Крымская область была передана из состава РСФСР в состав УССР. Указом Президиума Верховного Совета УССР «Об укрупнении сельских районов Крымской области», от 30 декабря 1962 года Приморский район был упразднён и вновь село присоединили к Ленинскому. С 12 февраля 1991 года село в восстановленной Крымской АССР, 26 февраля 1992 года переименованной в Автономную Республику Крым. С 21 марта 2014 года — аннексировано Россией.
12 мая 2016 года парламент Украины, не признающий российскую аннексию, принял постановление о переименовании села в Катырлез (укр. Катирлез), в соответствии с законами о декоммунизации, однако данное решение не вступает в силу до «возвращения Крыма под общую юрисдикцию Украины».